# ヘイラン
ヘイラン (Haylan, ソマリ語: Heylaan) はプントランドのヘイラン地域にある村。なお、ソマリアおよびソマリランドの区分ではサナーグ地域の中央東部寄りにある。プントランドの主要氏族であるダロッドの祖先のものとされる墓がある。
プントランドのヘイラン地域の名前の由来になっている。ただし現在は人がまばらな村であり、ヘイラン地域の中心都市は人口が多いダハールである。
プントランド・ソマリランド紛争の影響により、所属する国家ははっきりしないが、2021年時点ではプントランドの影響が強い。ソマリランドはヘイラン村を含めたサナーグ地域全体の領有権を主張している。

## 概要
ヘイランは古くからある集落で、起源がはっきりしない古代の遺跡や建物が数多く残っている。なお、ソマリア北東部にはヘイラン以外にも数多くの未調査の遺跡がある。
ダロッド氏族の祖先と信じられている10世紀から11世紀ごろの人物、アブディラフマン・ダロッドの墓がある。
2018年9月、プントランド大統領のガースが「アブディラフマン・ダロッドの墓」を訪問した。